# Krishnapura, Mulbagal
Krishnapura là một làng thuộc tehsil Mulbagal, huyện Kolar, bang Karnataka, Ấn Độ.